# 洗沙·烏比巴柏域
洗沙·烏比巴柏域（Siniša Ubiparipović，1983年8月25日—）一般称作烏比巴柏域，生于澤尼察，波赫职业足球运动员，现效力于美國職業足球大聯盟球会蒙特利爾衝擊。